# Literna muscophila
Literna muscophila är en insektsart som beskrevs av Victor Lallemand och Synave 1952. Literna muscophila ingår i släktet Literna och familjen spottstritar. Inga underarter finns listade i Catalogue of Life.